# Kristaps Blanks
Kristaps Blanks (født 30. juni 1986 i Tukums, Sovjetunionen) er en lettisk tidligere fodboldspiller (angriber). Han spillede 19 kampe for det lettiske landshold og vandt tre Virslīga-titler med Skonto Riga i henholdsvis 2003, 2004 og 2010.